# 中国的气候变化

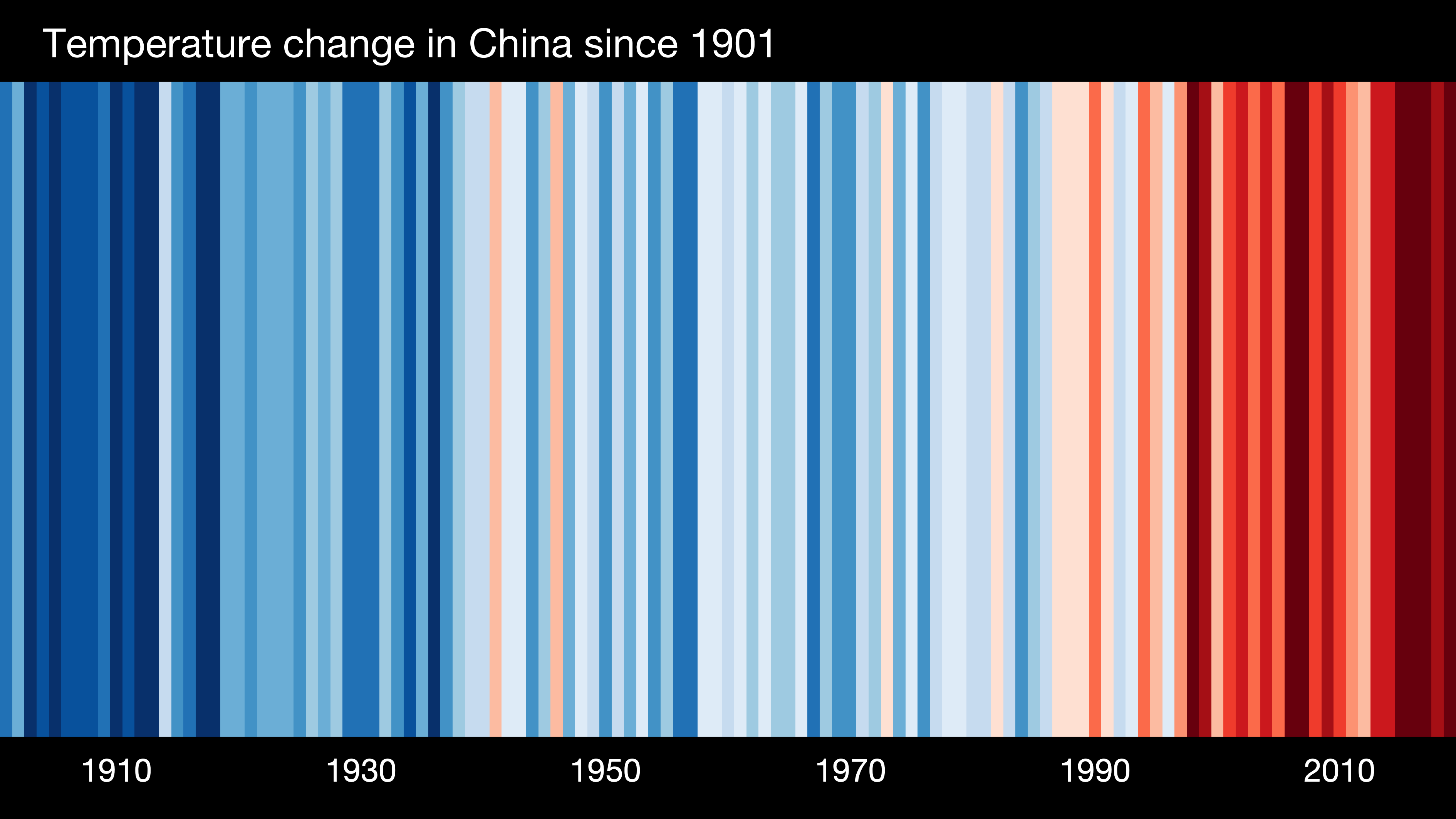
1901年至2019年中国变暖条纹

气候变化正在对中华人民共和国的经济、社会和环境产生重大影响。中国是一个以煤炭为重点使用能源基础设施的国家，是二氧化碳的最大排放国。其他行业对碳排放的贡献很大，如新兴的建筑业和工业制造业。 然而，与其他发展中国家一样，按人均计算，中国的碳排放量远低于美国。人们还注意到，收入较高的国家已将排放密集型产业外包给中国。根据1751年至2017年的累计二氧化碳排放量，中国占全球13%，约占美国累计排放量的一半。
中国正遭受全球气候变暖对农业、林业和水资源的负面影响，预计影响将继续扩大。中国政府正在采取一些措施来增加可再生能源和其他脱碳措施，势必要在2030年之前达到排放高峰，并在2060年之前采取"更有力的政策和措施"来保持碳中立。中国的温室气体排放量可能在2025年达到顶峰，到2030年将恢复到2022年的水平。然而，这种措施仍然会导致3度的温度升高。

## 温室气体排放量
从生产和消费的角度看，中国的温室气体排放量是世界上最大的，主要的来源是使用燃煤，包括燃煤发电站、煤矿开采和生产钢铁的高炉。在测量生产型排放时，中国2019年温室气体（二氧化碳）排放超过14亿吨（Gt），占全球排放总量的27%。以消费为基础（即增加与进口商品相关的排放量和提取与出口商品相关的排放量）衡量时，中国占全球排放量的25%。
尽管中国是世界上排放量最大的国家，但人口众多，这意味着中国的人均排放量仍然远远低于发达国家。这相当于人均每年排放超过10.1吨二氧化碳，略高于世界平均数和欧盟平均数，但远远低于温室气体第二大排放国美国。即人均排放17.6吨。考虑到历史排放，经合组织国家累计排放的二氧化碳比中国多四倍，这是因为发达国家工业化起步较早。总体而言，中国是温室气体排放的净进口国。

## 对自然环境的影响
中国已经将遭受全球变暖的一些影响，包括海平面上升、冰川退缩和空气污染，并且未来也会继续面临这样的问题。

### 温度及天气变化
干旱和洪水等与气候有关的灾害也越来越多，幅度越来越大。这些灾难发生时对生产力产生了严重影响,也对自然环境和基础设施造成严重影响。这威胁到数十亿人的生命，加剧了贫困。
应对气候变化: 中国的政策和行动
序言一: 中国应对气候变化的新举措。
序言二: 执行积极应对气候变化的国家战略。
序言三:中国应对气候变化的重大变化。
序言四: 构建公平合理的全球气候治理体系，实现双赢。
自2012年中国共产党第十八次全国代表大会召开以来，以中共中央总书记习近平为首的领导集体一直把应对气候变化作为首要任务。
通过2017年发表的一项研究利用1961年至2010年500多个载人站连续一致的恶劣天气报告，发现中国各地恶劣天气发生显著减少趋势。1961年至2010年，雷暴、冰雹和破坏性风的恶劣天气天数总数减少了约50%。恶劣天气发生的减少与东亚季风的减弱密切相关。
从1951年到2017年，中国观测到的地面平均气温每十年上升0.24°C（0.43°F），超过了全球升温速度。2017年中国平均降水量为641.3毫米（25.25英寸），比前几年的平均降水量增加了1.8%。从1990年到2016年，二氧化碳浓度逐年增加。2016年万里关站大气二氧化碳、甲烷、氧化亚氮年均浓度分别为404.4ppm、1907ppb、329.7ppb,略高于2016年全球平均浓度。

### 海平面上升

广州等沿海城市易受海平面上升的影响

1980年至2022年，海平面上升幅度为3.5mm/年，而全球平均水平为3.2mm/年。
中国科学技术部于2000年发布的《中国首次全球气候变化国家评估》指出，中国已经受到气候变化的环境影响:地表和海洋温度的升高、海平面上升。中国青藏高原的气温上升速度是其他地方的四倍（2011年的数据）。海平面上升是一个令人担忧的问题，因为中国海岸线很长，人口密度很高，上海、天津和广州等一些经济发达的城市就坐落于此。 中国研究估计，海平面上升一米将淹没中国9.2万平方公里海岸，从而导致6700万人流离失所。
气候变化导致海平面上升，有可能损害港口的功能。
海平面上升影响着中国沿海地区。上海等沿海城市海拔仅3-5米，其1800万居民处于弱势。香港维多利亚港的海平面在过去50年里已经上升了0.12米。

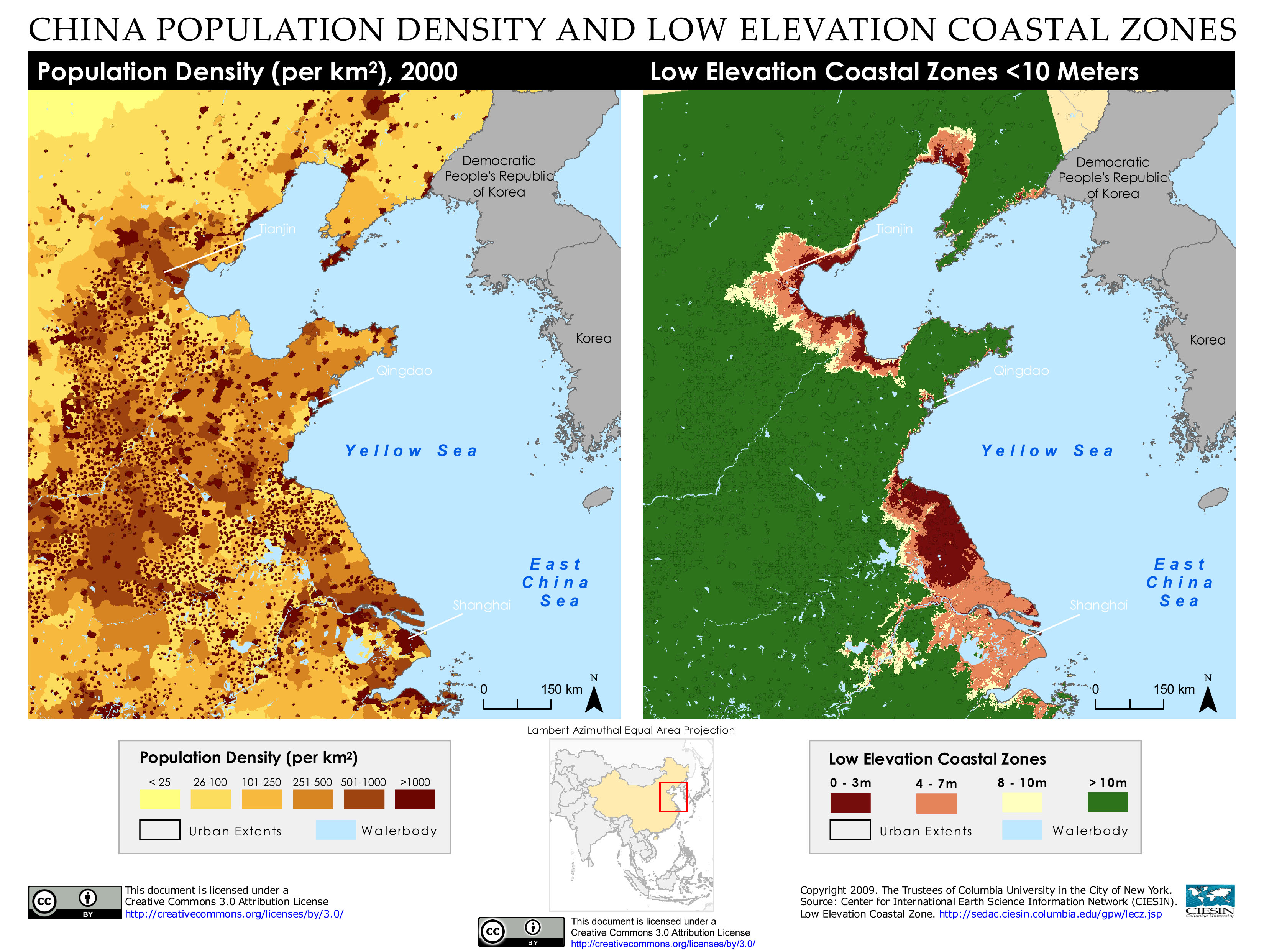
黄海
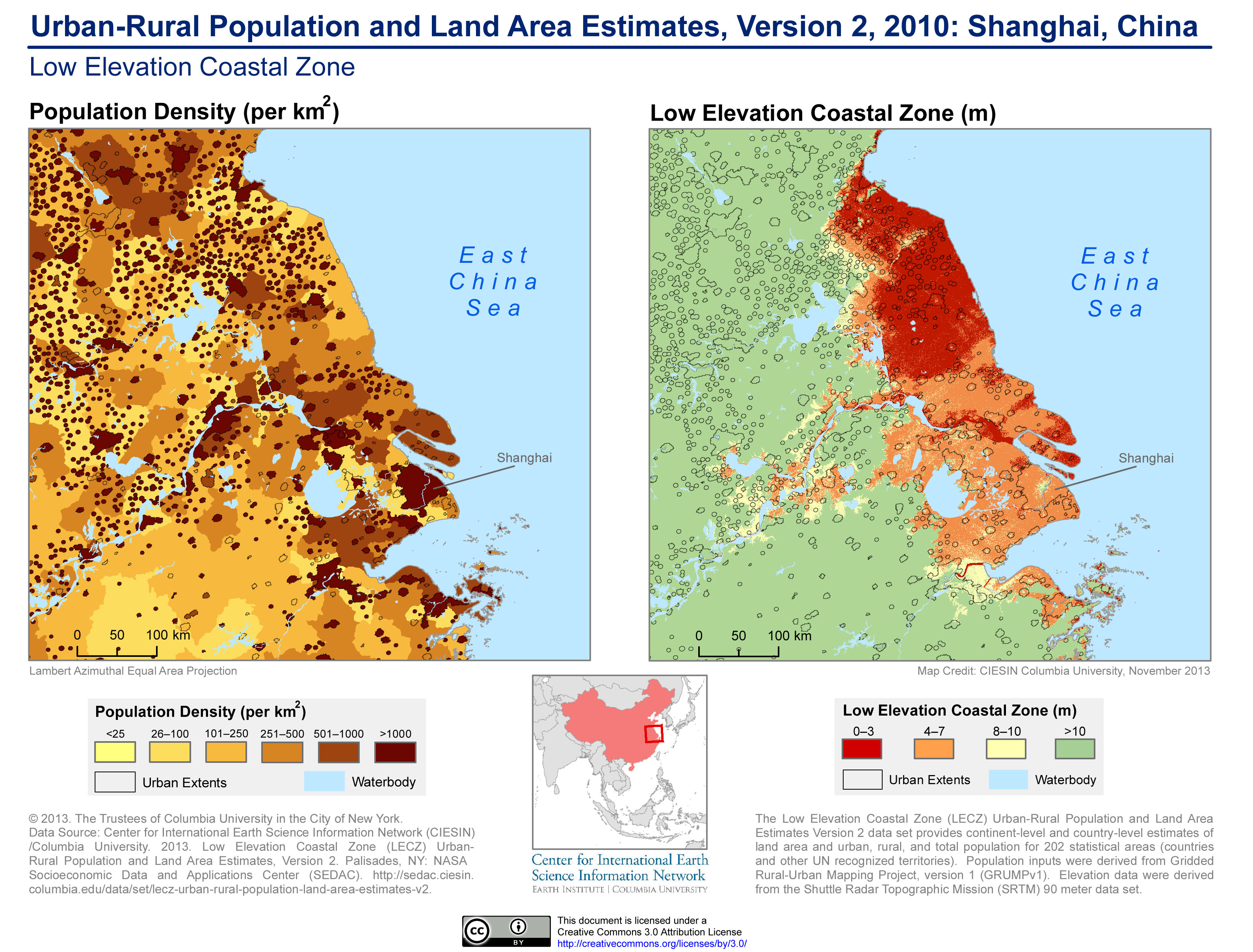
上海
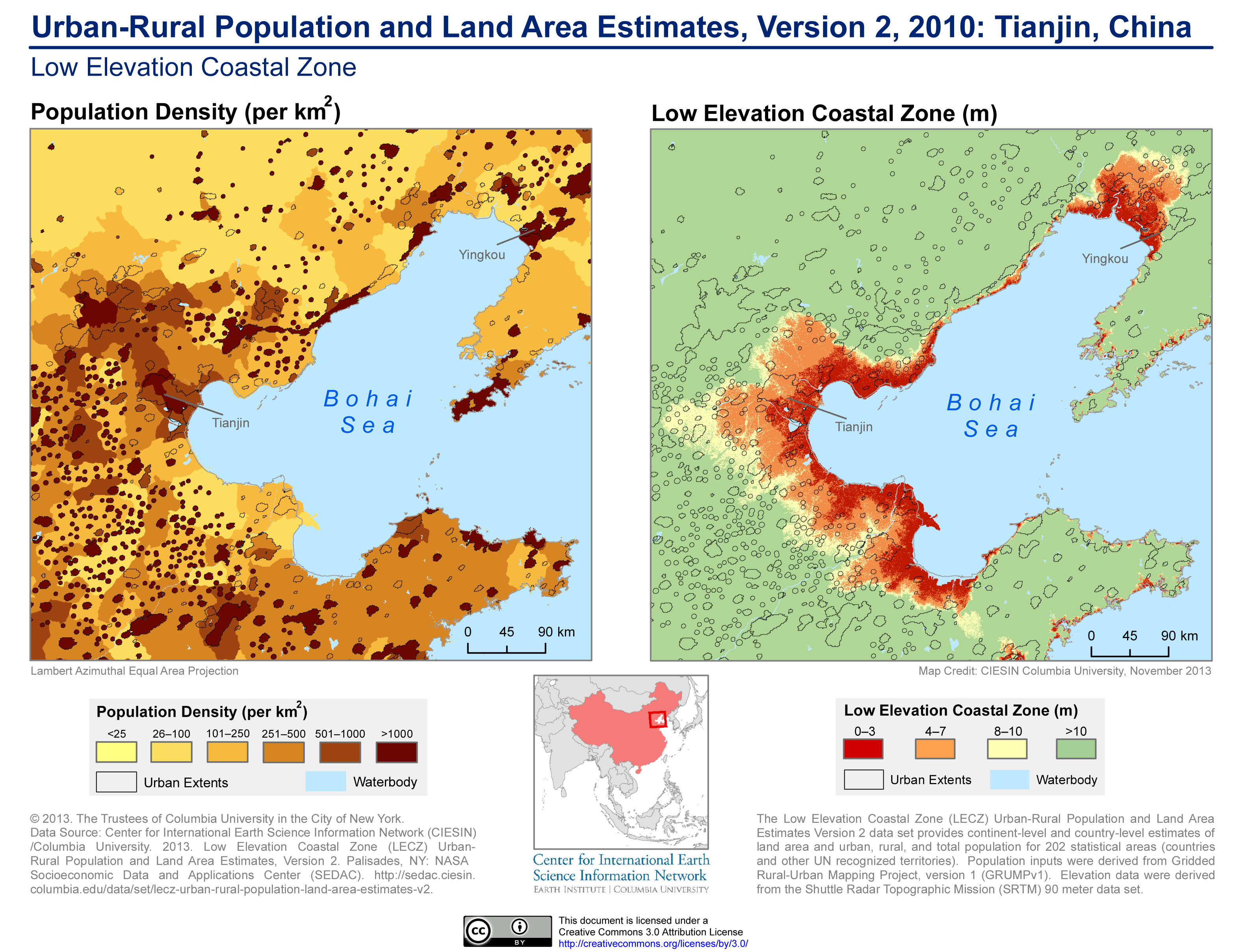
天津和营口

### 生态系统

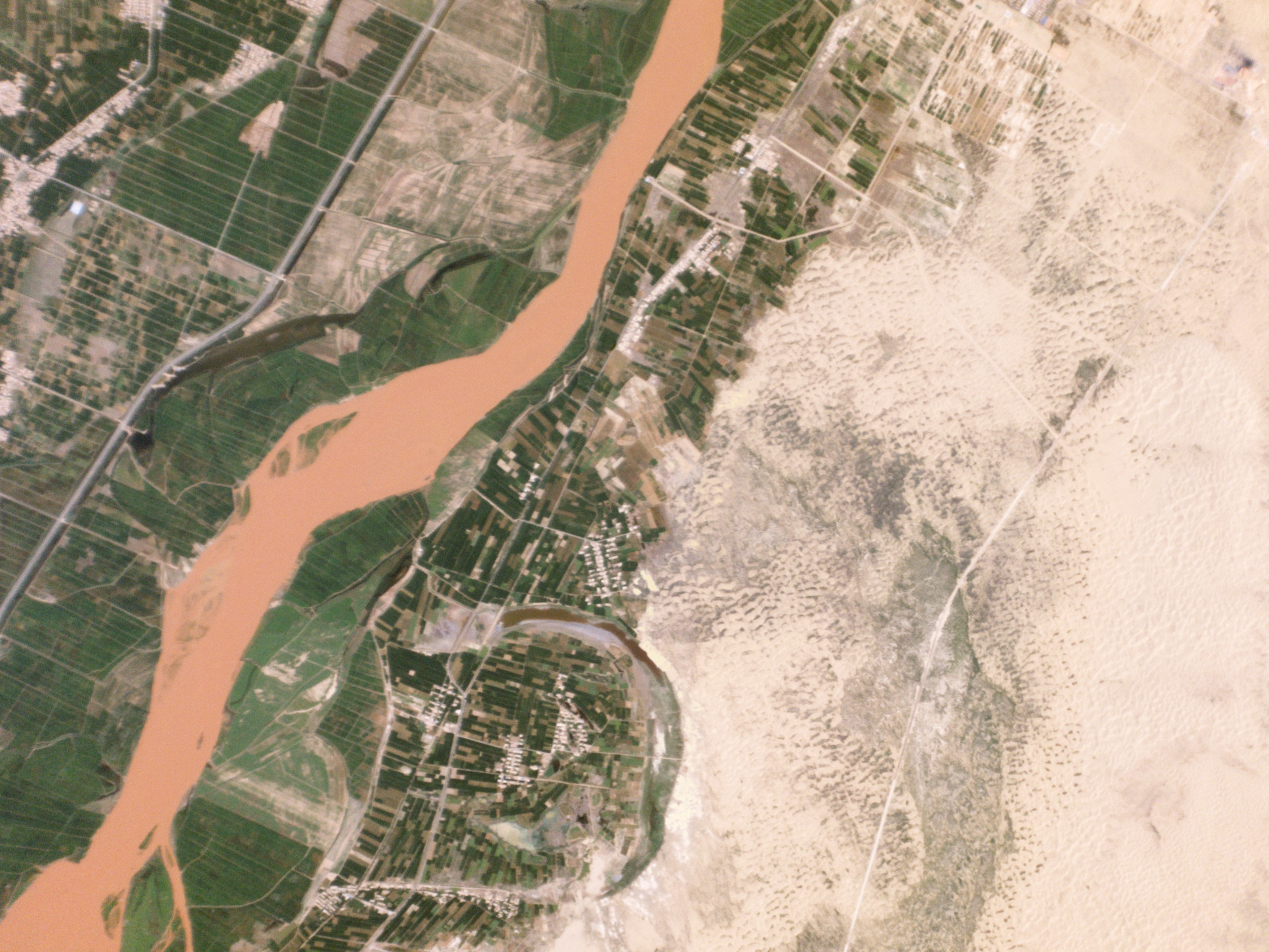
中国宁夏荒漠化防治项目

气候变化增加了森林地带的界限和病虫害发生频率，减少了冻土面积，并且对于中国西北地区的冰川面积减少有威胁。由于未来的气候变化，生态系统的脆弱性可能会增加。1970-2016年农作物病虫害发生率增长4倍，其中22%的增长是由于气候变化。到2100年，在低排放的情况下，发生率将增加243%，在高排放的情况下，发生率将增加460%。中国是世界上最大的小麦和大米生产国，中国的玉米产量位居世界第二。
中国有17,300种动植物，667种脊椎动物、古代动植物。由于全球气温上升，在下一个世纪内，20%-30%的物种将灭绝。
中国超过四分之一的土地被沙漠覆盖，沙漠化正在加剧。中国的荒漠化摧毁了农田、生物多样性，加剧了贫困。

### 水资源
气候变化使华北地区水资源总量减少，华南地区水资源总量增加，洪水、干旱和极端天气事件更多。2001年,中国发生严重干旱,损失了64亿美元农作物,3300万农村人口和2200万牲畜。中国的水资源时空分布可能受到较大影响，极端天气事件和自然灾害不断增多。
中国北方地区冰川融化导致长江上游洪水泛滥，这破坏了土壤和耕地。冰川融化导致长江下游的水量减少，也破坏了农业的发展。
此外，气候变化将加剧中国水资源分配不均的状况。气温的显著上升将加剧蒸发，以及加剧了北方农业生产缺水的风险。 尽管中国南部地区降雨量很大，但大部分的水都因洪水而流失。随着中国政府在管理人口增长方面面临挑战，为了支持国家经济活动和人民的生活，用水需求的增加将给政府带来负担。从本质上讲，缺水确实是中国应该关注的严重问题。
过度捕捞和海洋温度的上升正在扼杀南中国海的珊瑚礁。这降低了生物多样性，并对中国的鱼市场经济产生了负面影响。

## 对人们的影响

### 对健康的影响

在2020-2021年欧洲投资银行气候调查中，至少72%的中国、美国和欧洲受访者表示，气候变化对日常生活产生了影响。

气候变化对中国人民的健康有着重大影响。 高温给一些群体的健康带来了风险，例如老年人（65岁以上）、户外工作者以及生活在贫困中的人。2019年，65岁以上的人要忍受13天的酷暑,当年因酷暑死亡的人数达2万6800人。
今后，由于华南地区气温升高1-2摄氏度，疟疾传播概率将提高39%至140%。

### 对经济的影响
根据IPCC第六次评估报告，如果气温继续上升，中国将支付最高财政费用的国家。 影响着粮食安全、缺水、洪灾，特别是在人口较多并因海平面上升，生活质量需求高于平均水平的沿海地区，以及更强大的旋风。在某些时刻，中国的部分地区可能面临高于人类和其他哺乳动物所能忍受的6小时以上的湿球温度。

#### 对农业的影响
气候变化对中国农业的负面影响已经显现出来，例如草原农业生产不稳定加剧，高温干旱严重破坏，产量和质量下降。在不久的将来，气候变化可能会造成负面影响，导致小麦、大米和玉米产量下降，并改变农业生产分布。由于全球对大豆等农作物的需求，中国也在处理农业问题。这种全球需求正在造成耦合效应，这些效应跨越海洋，反过来又影响到其他国家。

#### 对渔业的影响
由于过度捕捞、污染、全球气温上升和世界海洋的酸碱度变化，南海正遭受海洋生物生物多样性不足的困扰。历史上，中国是世界上最大的渔业和水产养殖生产国，使鱼市场成为中国经济的重要组成部分。由于环境影响，南海珊瑚礁正在死亡，南海海洋生物数量正在减少。渔业无法达到曾经鱼市场的鱼的数量，使这一部分经济蒙受损失。中国的捕鱼量是不可持续的，因此正在下降。渔业提供了相当数量的就业机会、出口和内需,如果渔业崩溃,这些都将消失。

## 缓减措施
总体而言，中国的气候政策可以描述为“承诺不足，以致可能超额交付”。中国为自己设定的低气候目标无法保证防止气温上升2摄氏度，但大多达到了甚至超额完成了目标。中国希望在2030年之前达到碳排放峰值，到2060年实现碳中和。中国最高领导人宣布，中国将停止向海外煤炭发电厂提供资金。中国在计划实施巴黎协定之前实现了15项气候目标中的9项。随着其他国家对气候的雄心壮志，以及与美国之间更好的合作，中国的气候政策将变得更加有效。2022年3月，中国“在全球能源短缺和经济衰退的担忧日益加剧”的情况下，增加了化石燃料产量。
中国截至2022年的主要气候目标:
- 二氧化碳排放力争于2030年前达到峰值。

- 争取2060年前实现碳中和。[46]

2021年的计算表明，为了给世界50%的机会避免气温上升2摄氏度或更高，中国应该增加7%的气候承诺。95%的几率应该增加24%的承诺。中国要给50%的机会保持在1.5度以下，就必须增加41%的承诺。
2022年，中国公布了“十四五”气候目标。这些措施包括：将经济的能源强度降低13.5%，将经济的二氧化碳强度降低18%，将非化石能源所占比例提高到20%左右。这三个目标都应在2025年之前实现。
2022年初，政府支持的一项研究表明，中国在2027年将达到二氧化碳排放高峰，预计达到12%。如果改变发展模式，2060年以前或能达到净零碳排放。

### 可再生能源

光伏太阳能装置持续增长，预计到2024年，中国将占全球太阳能光伏新项目的50%。

自1949年中华人民共和国成立以来，确保充足的能源供应以维持经济增长一直是中国政府关注的核心问题。自20世纪60年代中国工业化以来，中国是世界上最大的温室气体排放国，而中国的煤炭是全球变暖的主要原因。然而，从2010年到2015年，中国单位GDP能耗降低了18%，单位GDP二氧化碳排放量降低了20%。按人均计算，2016年中国仅是世界第51大温室气体排放国。中国是世界上最大的可再生能源生产国，也是世界上最大的水力发电、太阳能和风力发电生产国。 中国的能源政策与其产业政策相联系，工业生产目标决定了其能源需求管理。
中国是世界上可再生能源发电的领导者，其发电量是第二位国家美国的三倍以上。 中国可再生能源部门的增长速度超过了化石燃料和核能能力，预计将占全球可再生能源增长的43%。2021年，中国可再生能源总容量超过1000千兆瓦，占中国发电总容量的43.5%，比2015年高出10.2个百分点。中国的目标是到2060年，80%的能源来自非化石燃料，到2030年，太阳能和风能总容量达到1200千兆瓦。据悉在2023年，中国因新再生能源设施刷新纪录，预计到2025年为止，风力、太阳能发电量将达到1371千兆瓦，比目标提前5年。

### 能源效率
2011年世界资源研究所协助的一个项目报告指出，针对2002～2005年期间能源密集度的恶化，第十一个五年计划（2005年至2010年）提出了将能源密集度提高20%的目标。报告指出，这一目标可能已经实现或接近实现。下一个五年计划设定了将能源强度提高16%的目标。2022年，中国公布了第十四个五年计划（2021年至2025年）的节能计划，目标是到2025年将单位GDP能耗比2020年减少13.5%。该计划涉及经济中的17个不同部门。在一些部门，2025年将有的20%～40%的能力达不到标准，这项政策预计达到目标的最大公司受益。
在中国各省，有各种旨在解决减排和节能的项目，这是应对气候变化的一大步。北京正在发展用节能灯泡取代传统灯泡。日照和德州等省正在推广太阳能建筑供暖系统。此外，清华大学还率先开展低碳城市发展。北京市目前正在与清华大学合作，通过将可再生能源引入工业和家庭，改善城市环境。中国360多个城市拥有自行车共享系统，部署了近2000万辆自行车，平均每天行驶4700万公里。根据世界资源研究所的报告，自行车共享系统每年减少中国温室气体排放量480万吨。

### 政策和立法
直到2008年左右，气候变化成为中国的优先事项，这个问题才被提上了一个更高的平台。中国是中央行政制度，而不是联邦制度。例如，中央政府作出决定，地方政府履行这些决定。因此，地方政府受到制约，并以中央政府的业绩来衡量。解决气候变化等环境问题需要在资金、资源和时间上进行长期投资。据悉，这些努力将不利于经济增长，而经济增长对地方政府官员的晋升尤其重要，这就是为什么地方政府没有参与解决这一问题的原因。
在中国提交的第一份NDC文件中，确定了气候变化适应的关键领域，包括农业、水资源和脆弱地区。它还提到，应通过区域战略执行一项适应战略。城市中的洪水正在通过收集和循环利用雨水来解决。2013年，中国发布了气候变化适应国家战略，并制定了减少脆弱性、加强监测和提高公众意识的目标。在林业、气象管理、基础设施和风险规划方面已作出努力。
中国的科技和经济的发展在应对气候变化方面负有更大的责任。面对2011年的烟雾问题，中国政府出台了一项广泛的战略，即通过减少煤炭消费来改善空气质量。尽管如此，中国作为贸易战的主要参与国已经导致污染产业失去控制，特别是在2018年的钢铁和水泥行业。幸运的是，近70家跨国和本土品牌实施了中国公共环境事务研究所（IPE）的监测数据，打击了近8000家供应商接近违规行为。

#### 巴黎协定
巴黎协定是一项具有法律约束力的国际协定，其主要目标是将全球变暖控制在1.5摄氏度以下。国家决定捐款（NDCs）是为了适应每个国家的应对气候变化计划，其中概述了未来五年帮助减轻气候变化影响的具体目标和指标。协议各方根据各自的历史气候记录和国家情况，制定了不同的目标，每个国家的所有目标都在各自的国家发展报告中列出。
中国目前是《联合国气候变化框架公约》巴黎协定的成员国。作为该协议的一部分，它同意2016年国家确定捐款（NDC）。
《巴黎协定》关于中国应对气候变化和温室气体排放的国家发展目标如下:
- 2030年左右二氧化碳排放高峰。

- 与2005年相比，每单位国内生产总值的二氧化碳排放量减少60%至65%。

- 森林存量比2005年增加约45亿立方米。

在中国NDC，到2014年，已经取得了以下成就:
- 积极主动地应对气候变化（例如加强有效防御关键领域的机制）。

##### 进展情况
气候行动追踪器（CAT）是一个独立的科学分析，依据政府的气候行动，并根据全球商定的《巴黎协定》对其进行测量。气候行动追踪器发现中国的行动“非常不足”。

### 国家碳交易计划
国家碳交易计划是中国从2021年开始实施的，基于二氧化碳强度的排放交易计划。排放权交易计划（ETS）创造了一个碳市场，拥有排放权的人可以买卖排放权。该计划将允许碳排放者减少排放，或向其他排放者购买排放许可。通过这项计划，中国将限制排放，同时允许排放者获得经济自由。
中国是世界上最大的温室气体排放国，中国许多主要城市都有严重的空气污染。该计划由生态环境部实施，最终计划限制中国六大二氧化碳排放行业的排放。2021年，中国开始建设发电厂，排放占中国排放量的40%，占世界排放量的15%。中国能够从《联合国气候变化框架公约》中获得起草和执行环境技术计划方面的经验，是清洁发展机制的一部分。中国的国家ETS规模最大，将帮助中国实现对《巴黎协定》的国家决定性贡献。2021年7月，许可证被免费发放，而不是拍卖，每吨二氧化碳的市场价格在50元左右，远低于欧盟ETS和英国ETS。

### 生态城市
中国政府从战略角度推进生态城市建设，作为应对中国快速城市化和工业化导致温室气体排放上升的政策措施。这些项目力求将绿色技术和可持续基础设施结合起来，在全国建设大型环保城市。政府已启动三个项目，鼓励城市开展生态城市建设，鼓励数百个城市公布生态城市发展计划。

### 国际合作

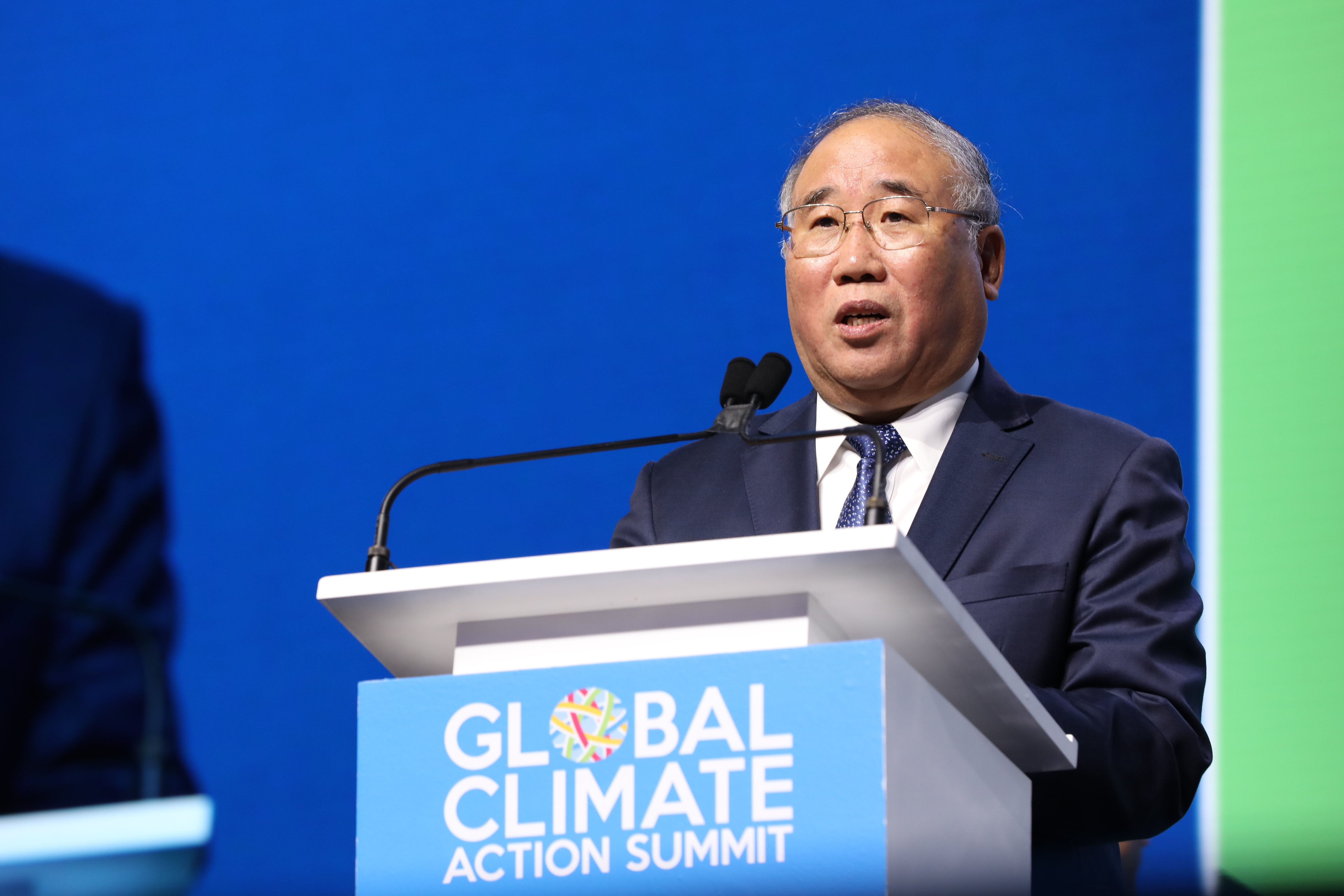
中国气候变化事务特别代表谢振华在2018年全球气候行动峰会上讲话。

近年来，中国政府对气候变化的态度，特别是对中国在气候变化行动中的作用的态度发生了显著的变化。从历史上看，气候变化在很大程度上被视为工业化国家已经创造并应该解决的问题。2015年，中国表示支持“共同但有区别的责任”原则，认为中国仍在发展，其减排能力相对低于发达国家。
2012年，中国成立了国家气候变化战略和国际合作中心，来作为发展这一领域世界级研究的一部分。像国家发展和改革委员会能源研究所一样，国家气候变化战略中心定期与国际研究机构和智囊团合作。
2018年，即使美国2017年退出，政府也在敦促各国继续支持巴黎协议。2020年，中华人民共和国领导人习近平在纽约联合国大会宣布，国家将采取“更有力的政策和措施”，到2060年结束其对全球供暖的贡献，实现碳中立。
无论是在国际上还是在中华人民共和国内部，关于中国在减缓气候变化方面的经济责任一直存在着争论。有观点认为，中国在“将全球变暖控制在2摄氏度以下”这一方面可以发挥关键作用，除非占中国排放的大多数煤炭使用量大幅下降，否则这一目标就无法实现。中共中央总书记习近平说，中国将从2026年起逐步减少煤炭使用，不会在海外建设新的燃煤项目，但一些政府和活动人士说这些计划还不够。
中华人民共和国积极参与气候变化谈判和其他多边环境谈判，声称认真对待环境挑战，但正在推动发达国家，在更大程度上帮助发展中国家。
“一带一路”倡议正在建设燃煤电站（例如土耳其的恩巴胡努特鲁电站），从而增加其他国家的温室气体排放。

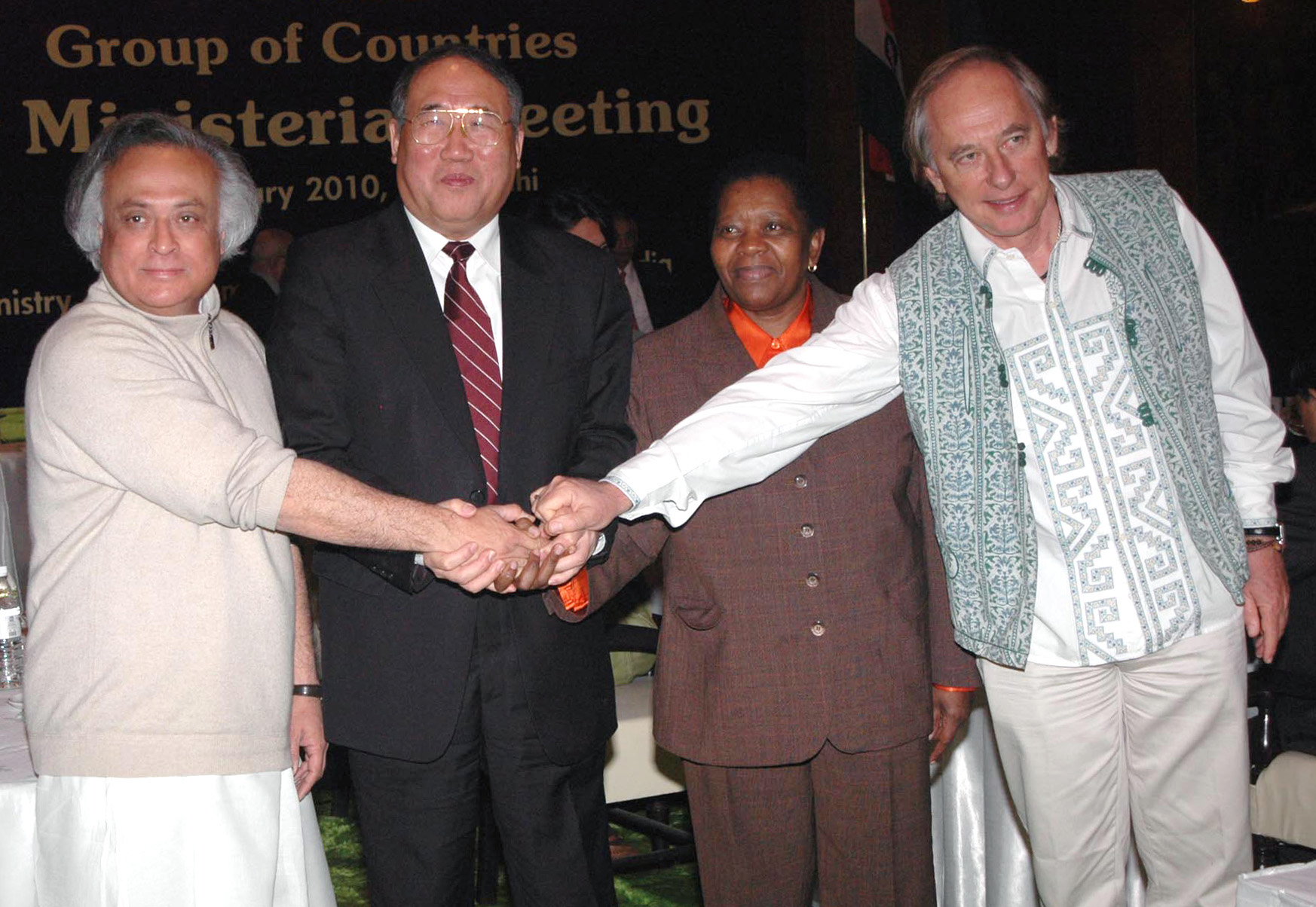
来自包括中国在内的基础四国的环境部长在2020年联合国生物多样性大会后于2010年开会讨论缓解气候变化问题。

中国是《联合国气候变化框架公约》BASIC联盟的成员，这一联盟是国际承诺与巴西、南非和印度合作。BASIC的国际承诺和目标是在2060年之前为零碳净值，并帮助实现《气候公约》规定，在前工业化水平之前将排放量降低到1. 5摄氏度的全球目标。2021年，中国国家领导人习近平在联合国大会上表示，中国不再为海外燃煤电厂提供资金。习近平还重申了中国在2060年前实现碳中和的承诺。
2022年，中美在气候问题上的合作有了很大的改善。两国创建了“一个来自两国的小组”，致力于迅速减少温室气体排放。约翰·克里提到美国方面可能提供技术和中国方面的信息帮助。
2023年7月，约翰·克里访问中国，推进气候合作。此次访问的主要成果是:“减少甲烷排放承诺；减少中国对煤炭的依赖；中国对太阳能电池板和电池组件贸易限制的反对；以及气候金融”等领域取得了一些进展。尽管目前存在许多合作障碍，但还是取得了这这几点的共识。
2023年7月，中国与欧盟举行第四次中欧高级别环境与气候对话，宣布双方将继续在遏制气候变化、生物多样性损失和污染方面进行合作。双方同意确保COP28取得成功，执行《昆明-蒙特利尔全球生物多样性框架》，推进公海条约，在水政策上合作，到2024年就塑料污染达成全球协议，双方同意支持循环经济。

## 适应

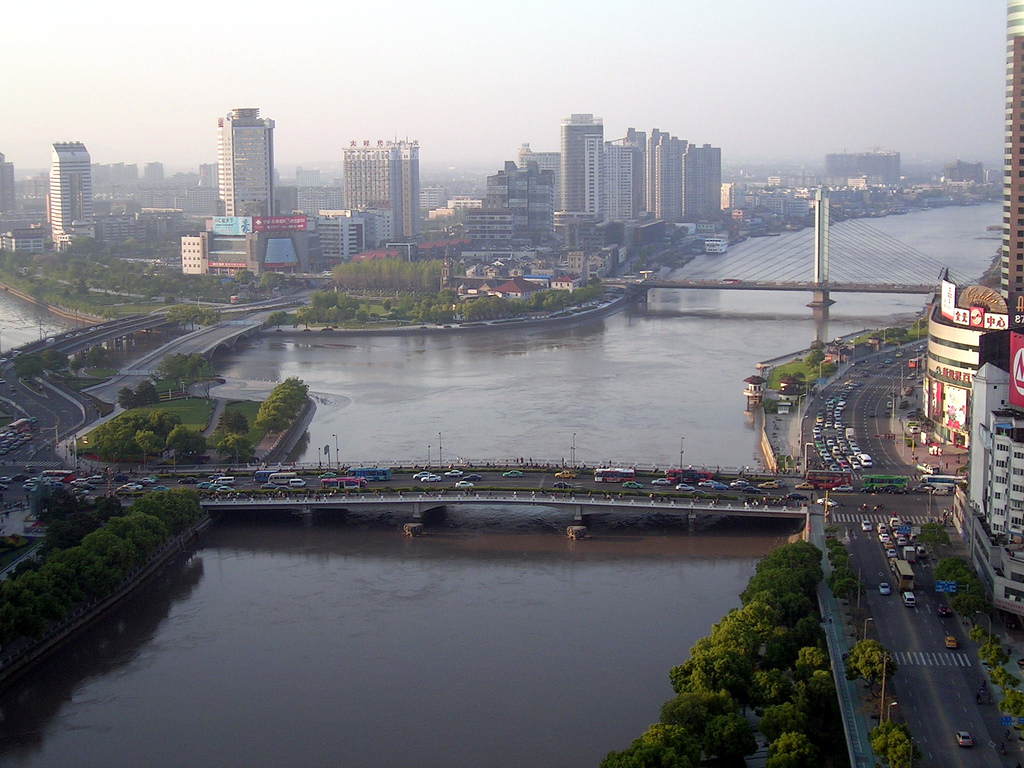
图为中国宁波三条大江的改道。该国正在采取实质性措施应对预计未来将加剧的山洪暴发。

20世纪50年代以来，中国的洪灾频率增加了7倍，每十年上升一次。中国西部和南部地区极端降雨的频率有所增加，并预计将继续增加。中国目前正在努力减少这些洪水的威胁（有可能彻底摧毁脆弱社区），主要侧重于改善负责跟踪和维持足够水位的基础设施。尽管如此，中国正在促进推广水资源分配和节水机制的技术。 在国家气候变化政策方案中，具体确定的目标之一是增强承受气候变化影响的能力，并提高公众对气候变化的认识。 中国国家气候变化政策表示，将气候变化政策纳入国家发展战略。 在中国，这项国家政策是以“经济和社会发展五年计划”的形式提出的。中国的“五年规划”是国家发展的战略路线图。《五年计划》规定的目标是强制性的，因为政府官员有责任实现这些目标。

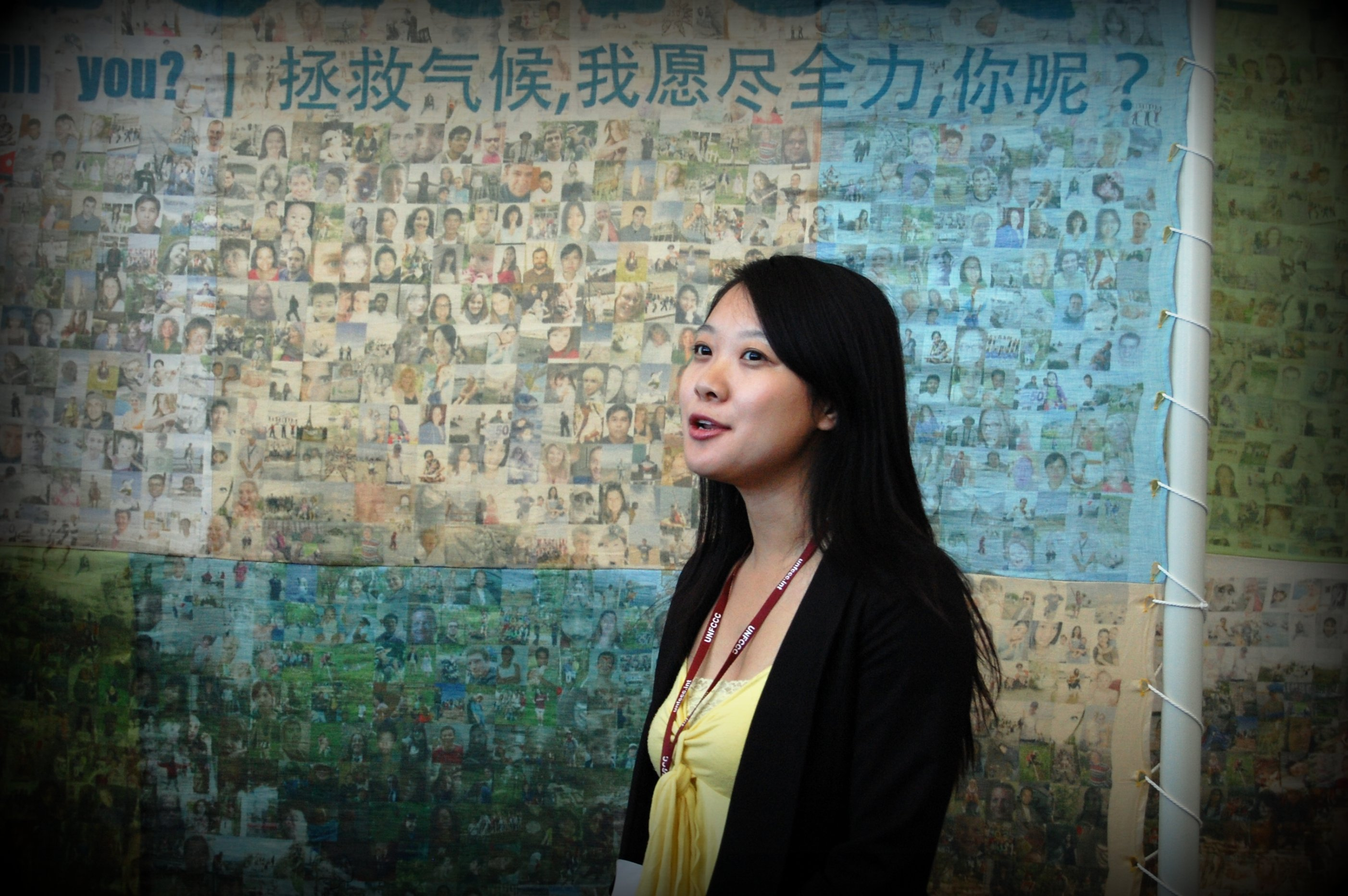
“中国气候长城”，一个以呼吁采取行动应对气候变化的中国公民肖像为特色的装置作品。

绿长城是应对气候变化的一项重大植树倡议。

## 社会与文化

### 公众舆论
根据中国气候变化传播计划2017年的一项调查，94%的受访者支持履行巴黎协议，96.8%的受访者支持全球气候变化国际合作，70%以上的受访者愿意购买环保产品，98.7%的受访者支持在学校实施气候变化教育（调查包括4025个样本）。受访者最关心的是气候变化造成的空气污染。
调查表明，中国公民同意他们正在经历气候变化，这是人类活动造成的。
此外，大多数中国公民认为，尽管政府仍然被视为应对气候变化最负责任的实体，但个人应对气候变化的行动可能有所帮助。如果政府真的采取行动，财政和税收政策被认为具有潜在效力。

### 积极性

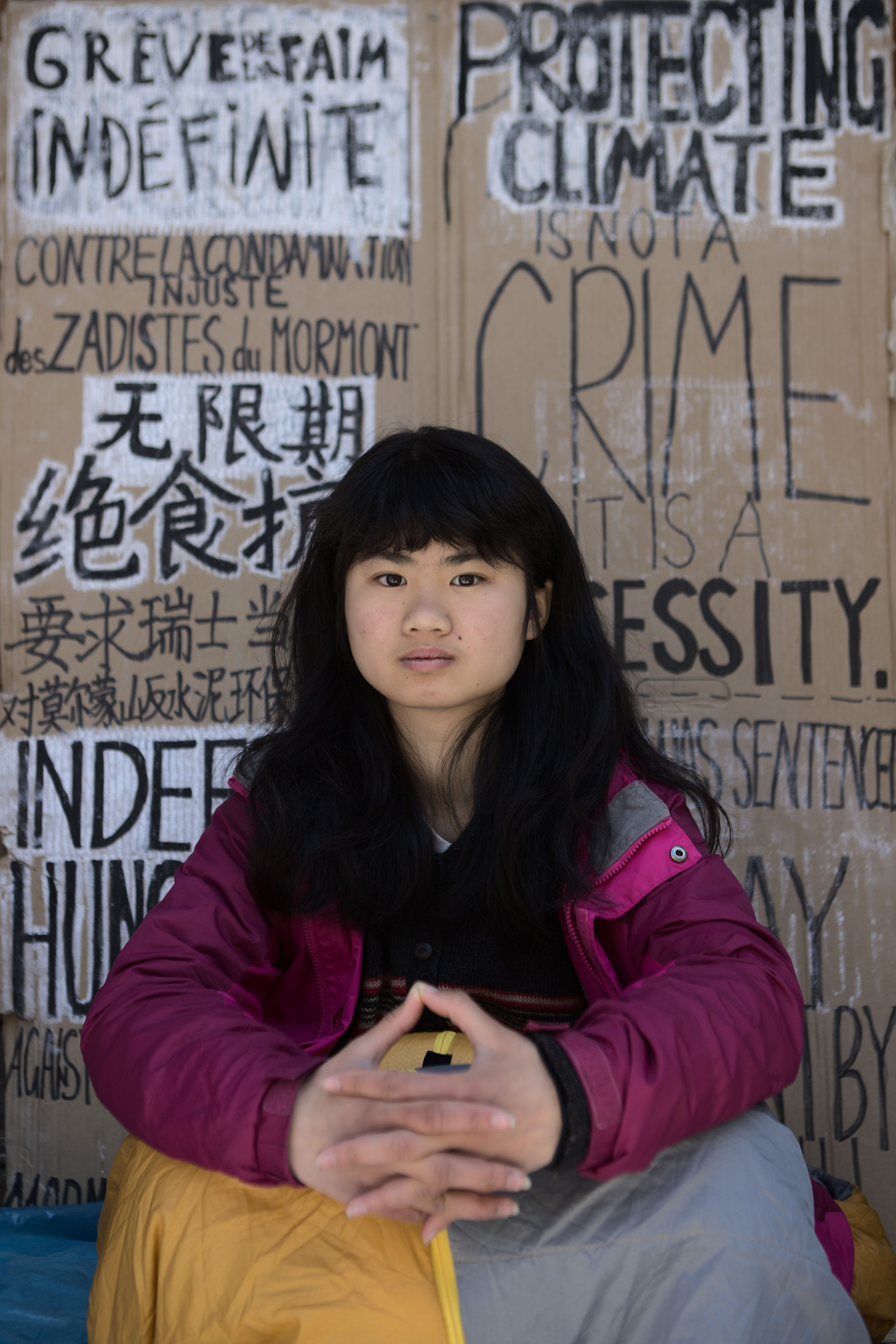
欧泓奕，中国气候活动家

2019年，活动家欧泓奕在桂林举行了全国首场气候学校罢工。与政府有联系的团体，例如中国青年气候行动网，也开展了与这一问题有关的培训和公众认识活动。